# Vladislav Cvitanović
Vladislav Cvitanović, (Veli Iž, 15. veljače 1894. – Zadar, 6. siječnja 1973.), bio je hrvatski glagoljaš i svećenik.

## Životopis
Rođen je u Velom Ižu 1894, a teološko školovanje završio u Zadru 1918. Službu svećenika vršio je u Ražancu, Salima, Velom ratu, Brbinju, a od 1937. godine u Velom i Malom Ižu trideset i dvije godine. Umro je u Zadru u 79. godini života i 55. godina svećenstva na blagdan sveta Tri kralja. Prvi je u Zadru obrađivao 240 glagoljaških kodeksa nadbiskupije Zadarske. Napisao je 48 sažetaka povijesti župa, kronološki sve glagoljaše popisao i objavio podosta etnoloških članaka. Svojim doprinosom dolazi na vidjelo povijest i kultura otoka i otočana.
Glagoljicom se potpisivao dokraja i glagoljao misu na staroslavenskom iza reforme vatikanskog drugog sabora. U svom rodnom Velom Ižu zadužio je župljane u teškim vremenima od 1939.– 1967. U tom periodu produžuje župnu crkvu i počinje s izgradnjom zvonika koji završava 1962. U drugom svjetskom ratu za vrijeme talijanske okupacije zauzimao se za župljane i vodio kroniku zbivanja. Ranjen je 11. svibnja 1944. za vrijeme bombardiranja Velog Iža. Nakon ranjavanja 1945. bavio se znanstvenim radom i objavio brojna djela. Bio je vanjski suradnik Akademije koja ga je i odlikovala.

## Djela i prilozi
- Privilegij pomilovanja bratovštine Gospe od snijega, Gospe od navještanja i sv. Andrije u Zadru
- Dva priloga o biranju kraljeva u Dalmaciji
- Pomorsko zanimanje Ižana: (od XV. stoljeća do danas)
- Popis glagoljskih kodeksa u Zadarskoj biskupiji